# Midnight Horror School
Midnight Horror School (ミッドナイトホラースクール Middonaito Horā Sukūru?) es una serie de animación por computadora japonesa, creada por Naomi Iwata y producido por Milky Cartoon. La serie fue estrenada en octubre de 2003 y fue emitida en Animax en Japón; y en Liv TV y Etc...TV en Chile.

## Personajes
La escuela tiene 26 estudiantes y cada nombre de estos comienza con una letra del alfabeto, y un color en especial. También consta de 3 profesores y 3 aulas de clases, una biblioteca, una cafetería, una sala de música, de juegos, una fuente y un cementerio.

### Estudiantes
| Nombre  | Características                                                             | Forma de la cara                | Color                           |                |
| ------- | --------------------------------------------------------------------------- | ------------------------------- | ------------------------------- | -------------- |
| Ampoo   | Su mejor amigo es Watt y puede provocar descargas eléctricas si lo molestan | Enchufe                         | Púrpura                         |                |
| Borocca | Cuando está emocionado, su sobrilla se abre y se cierra                     | Sombrilla                       | Aguamarina                      |                |
| Chaps   | Le gusta cocinar para sus amigos                                            | Dulce                           | Chartreuse                      |                |
| Docky   | Utiliza un casco de bombero con el número 13                                | Calavera con casco de bombero   | Rojo                            |                |
| Enton   | Cuando se entusiasma, emite humo en exceso, lo que molesta a todos          | Chimenea                        | Marrón                          | Xavier Coronel |
| Fonton  | No habla mucho y se comunica escribiendo                                    | Punta Lápiz de Tinta            | Crema                           |                |
| Genie   | El más inteligente de la escuela                                            | Libro                           | Verde                           |                |
| Hikky   | Ama dibujar. Puede dibujar un ser vivo y otorgarle vida                     | Lápiz con doble punta           | Rojo y Azul Ultramar            |                |
| Inky    | Cuando está emocionado, su tinta se evapora                                 | Frasco de Tinta Azul            | Celeste                         |                |
| Juno    | Tiene una plannta en su cabeza que se enoja con facilidad                   | Maceta con una planta carnívora | Salmón Rosado y Verde Esmeralda |                |
| Kabo    | Hijo del rey calabaza                                                       | Calabaza                        | Anaranjado                      |                |
| Liddy   | Ella toca el órgano, es buena en la música                                  | Teclado                         | Rosa y Rojo                     |                |
| Magnero | Tiene un trozo de metal pegado                                              | Imán                            | Gris                            |                |
| Noisy   | Conduce un programa llamado Ojo de Medianoche                               | Micrófono                       | Malva                           |                |
| Onpoo   | Ama la música. Su voz es una de las más agradables de la escuela            | Nota Musical                    | Aguamarina                      |                |
| Piranin | Es un chico enfermizo. Su pasión es flotar en la fuente de la escuela       | Pez                             | Verde Oliva                     |                |
| Quicky  | Se preocupa demasiado del tiempo                                            | Reloj                           | Bronceado y Anaranjado          |                |
| Rosso   | Ama la limpieza                                                             | Bomba de agua                   | Rojo                            |                |
| Spimon  | Le gusta la radiodifusión                                                   | Megáfono                        | Chartreuse y Amarillo           |                |
| Tubee   | La pintura de él, es estirable                                              | Tubo de Pintura                 | Púrpura y Blanco                |                |
| Usop    | Le gusta hacer grafitis por toda la escuela.por eso siempre lo descubren    | Lata de Pintura                 | Beige                           |                |
| Vincent | Le gusta leer. Sueña con los ojos abiertos                                  | Frasco con caramelos            | Amarillo                        |                |
| Watt    | Emite luz, cuando tiene la posibilidad de conectarse a una fuente eléctrica | Ampolleta                       | Blanco y Azul                   |                |
| Mr. X   | No habla mucho, nunca se sabe si es niño o niña                             | Bolsa de Papel                  | Bronceado                       |                |
| Yumyum  | Molesta a todos los estudiantes. Tiene capacidad de controlar a las moscas  | Plátano podrido                 | Amarillo                        |                |
| Zobie   | Utiliza un ataúd para dormir y descansar                                    | Zombie                          | Azul                            |                |

## Profesores
- Sr. Salaman: Es un esqueleto de salamandra. Se caracteriza por ser cariñoso y comprensivo. Su salón de trabajo es el Amarillo, y sus estudiantes son Piranin, Hikky, Liddy, Spimon, Kabo, Tubee, Docky, Borocca y Zobie.
- Sr. Tigerl: Es un esqueleto de tigre. Emite un rugido que asusta a la gente, sin embargo es muy sensible. Su aula de clases es azul, y sus estudiantes son Chaps, Ampoo, Juno, Inkky, Fonton, Watt, Usop, Magnero y Mr.X.
- Sra. Peginand:Es una esqueleto de pingüino. Se destaca por ser comprensiva. Su sala de trabajo es la Rosada, sus estudiantes son Rosso, Noisy, Onpoo, Genie, Quicky, Yumyum, Vincent y Enton.